# Cité expérimentale de Merlan
 (mars 2012).
Si vous disposez d'ouvrages ou d'articles de référence ou si vous connaissez des sites web de qualité traitant du thème abordé ici, merci de compléter l'article en donnant les références utiles à sa vérifiabilité et en les liant à la section « Notes et références ».
La cité expérimentale de Merlan est un ensemble de maisons individuelles construites en 1945 à Noisy-le-Sec (France). Cette cité, un des premiers chantiers du Ministère de la Reconstruction et de l’Urbanisme dans le contexte de l’immédiat après-seconde guerre mondiale, répondait au problème du relogement des personnes sinistrées et permit d'expérimenter de nouveaux types d'habitations. 
Des 56 prototypes de pavillon originaux, il n’en reste aujourd’hui que 42.

## Histoire & architecture
La création de la cité expérimentale répondait au problème du relogement sous toutes ses formes ;
- relogement des personnes sinistrées des villes bombardées dans l’immédiat après-seconde guerre mondiale.
- mise en œuvre de nouveaux matériaux et procédés de construction.
- essais de nouveaux types de logements.

Initialement composée de 56 pavillons, il n’en reste aujourd’hui que 42.
L’ensemble regroupe des prototypes proposés par sept pays et s’inscrit dans un cadre paysager soigné. Protégé au titre des monuments historiques, ce quartier reste un conservatoire exceptionnel pour l’histoire de l’architecture : maisons de bois, de béton, de pierre, de métal….. de style américain, suisse, finlandais, français, etc. 

## Bâtiments protégés
Les façades et toitures des pavillons suivants et leurs parcelles inscrits au titre des monuments historiques par arrêté du 28 décembre 2000 :
- pavillon dit CIMAP, 12 rue Auguste-Gouillard (AD 177)
- pavillon dit MOPIN, 8 rue Auguste-Gouillard (AD 175)
- pavillon dit JEEP, 6 rue Auguste-Gouillard (AD 174)
- pavillon dit DENNERY, 4 rue Auguste-Gouillard (AD 173)
- pavillon dit GRAMES, 2 rue Auguste-Gouillard (AD 172
- pavillon dit STUP, 2 rue de la Prévoyance (AE 304)
- pavillon dit Coignet, 3 av. du Général-Leclerc (AE 302, 242) détruit en 2012
- pavillon dit CIMCAP, 2 allée du Canada, 5bis av. du Général-Leclerc (AD 170)
- pavillon dit BALENCY, 7 av. du Général-Leclerc (AD 210)
- pavillon dit SYSTAC, 9 av. du Général-Leclerc (AD 209)
- pavillon dit SECRA, 13 av. du Général-Leclerc (AD 207)
- pavillon dit LEMAY, 15 av. du Général-Leclerc (AD 206)
- pavillon dit SCIUB, 17 av. du Général-Leclerc (AD 205)
- pavillon dit BRISSONNEAU & LOTZ, 19 av. du Général-Leclerc (AD 203)
- pavillon dit BRISSONNEAU & LOTZ, 21 av. du Général-Leclerc (AD 202)
- pavillon dit GUELAIN, 23 av. du Général-Leclerc (AD 201)
- pavillon dit GUELAIN, 25 av. du Général-Leclerc (AD 200)
- pavillon dit ORLIT, 27 av. du Général-Leclerc (AD 199)
- pavillon dit ORLIT, 29 av. du Général-Leclerc (AD 198)
- pavillon dit PREFADUR, 61 av. de Rosny (AD 245)
- pavillon dit PREFADUR, 61bis av. de Rosny (AD 192, 193)
- pavillon dit VEYRIER, 69 av. de Rosny (AD 182)
- pavillon dit ARCADIA, 4 av. du Général-Leclerc (AE 299)
- pavillon dit ARCADIA, 4bis av. du Général-Leclerc (AE 300)
- pavillon dit STEBA, 6 av. du Général-Leclerc (AE 301)
- pavillon dit SCHINDLER, 8 av. du Général-Leclerc (AD 211)
- pavillon dit T.C. KING, 10 av. du Général-Leclerc (AD 212)
- pavillon dit FOX BRTHERS, 12 av. du Général-Leclerc (AD 213)
- pavillon dit FINN HUS, 14 av. du Général-Leclerc (AD 214)
- pavillon dit PUUTALO, 16 av. du Général-Leclerc (AD 215)
- pavillon dit INOTRO, 18 av. du Général-Leclerc (AD 216)
- pavillon dit MULTI-ALVEOLE, 20 av. du Général-Leclerc (AD 217)
- pavillon dit CITY LUMBER no 16, 2 allée des Cottages, 20 bis av. du Général-Leclerc (AD 218)
- pavillon dit SOTEBA, 1 allée des Cottages, 20 ter av. du Général-Leclerc (AD 231)
- pavillon dit MARTIN, 22 av. du Général-Leclerc (AD 232)
- pavillon dit OMNIS, 24 av. du Général-Leclerc (AD 233)
- pavillon dit OMNIS, 26 av. du Général-Leclerc (AD 234)
- pavillon dit WATES, 28 avenue du Général-Leclerc (AD 235)
- pavillon dit WATES, 30 av. du Général-Leclerc (AD 236)
- pavillon dit HITCHINS, 49 rue des Carrouges (AD 237)
- pavillon dit HITCHINS, 47 rue des Carrouges (AD 238)
- pavillon dit BTV, 7 allée des Cottages, 45 ter rue des Carrouges (AD 239)
- pavillon dit PERISSIN, 6 allée des Cottages, 45 bis rue des Carrouges (AD 243)
- pavillon dit GUTTON, 4 allée des Cottages, 38 allée de la Libération (cad. AD 242)
- pavillon dit CITY LUMBER no 17, 21 allée de la Libération (AD 219)
- pavillon dit ARMOR, 13 allée de la Libération (AD 223)
- pavillon dit TEXAS, 11 allée de la Libération (AD 224)
- pavillon dit SVENSKA TRAHUS, 3 allée de la Libération (AD 228)
- pavillon dit SVENSKA TRAHUS, 1 allée de la Libération (AD 229)
- pavillon dit NUTTAL, 1 allée du Tchad (AD 184)
- pavillon dit NUTTAL, 3 allée du Tchad (AD 185)
- pavillon dit NORD FRANCE, 6 allée du Tchad (AD 187)
- pavillon dit WOOLAWAY, 4 allée du Tchad (AD 191)
- pavillon dit WOOLAWAY, 2 bis allée du Tchad (AD 190)

Cette protection inclut les squares (4 allée du Canada (AD 171), 2 bis allée des Cottages (AD 230), 5 allée du Tchad (AD 188) et AD 186, 197, 208, 220 à 222, 225 à 227, 240, 241, 303, 183, 180, 176) et l'ensemble de la voirie de la cité expérimentale, non cadastrée : avenue du Général-Leclerc (sauf la partie comprise entre le no 1 et le no 2), l'allée du Tchad, l'allée de la Libération, l'allée des Cottages, l'allée du Canada.